# Päpstliche Universität Heiliger Thomas von Aquin

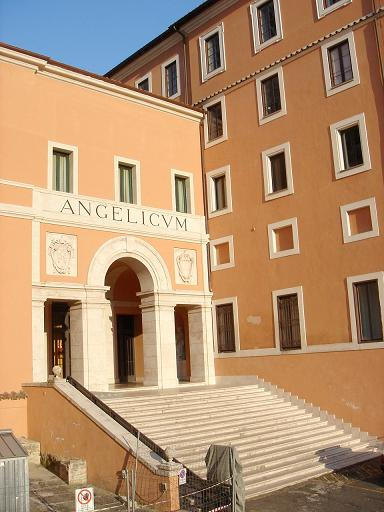
Päpstliche Universität Heiliger Thomas von Aquin (Angelicum)

Die Päpstliche Universität Heiliger Thomas von Aquin (lat.: Pontificia Studiorum Universitas a Sancto Thoma Aquinate in Urbe, ital.: Pontificia Università San Tommaso d’Aquino (PUST)) – auch Angelicum genannt – ist eine nach Thomas von Aquin benannte päpstliche Universität in Rom. Sie wird von Mitgliedern des Dominikanerordens geführt; auch der größte Teil der Professoren gehört diesem Orden an.

## Geschichte
Das Angelicum hat seine Wurzeln im mittelalterlichen „studium generale“ der Dominikaner. In seinem Grundkonzept wurde es um 1222 im Kloster von Santa Sabina in Rom konstituiert. Im Jahre 1265 wurde das Studium unter Leitung von Thomas von Aquin in seinen seither geltenden festgefügten Regeln begründet: «Fr. Thome de Aquino iniungimus in remissionem peccatorum quod teneat studium Rome, et volumus quod fratribus qui stant secum ad studendum provideatur in necessariis vestimentis a conventibus de quorum predicatione traxerunt originem. Si autem illi studentes inventi fuerint negligentes in studio, damus potestatem fr. Thome quod ad conventus suos possit eos remittere.»
Bis 1909 firmierte das 1577 durch Papst Gregor XIII. bestätigte Institut als Collegium Divi Thomae. Papst Benedikt XIII. erlaubte ab dem Jahr 1727 auch ordensfremden Studenten den Zugang.
Seit 1932 ist die Hochschule im ehemaligen Kloster von Santi Domenico e Sisto auf dem Quirinal untergebracht.
Die Hochschule lehrt im thomasischen Sinne die Fächer Theologie, Kirchenrecht, Philosophie und Sozialwissenschaften. Am Angelicum studierte u. a. Karol Wojtyla, der spätere Papst Johannes Paul II., der ab 1947 am Angelicum ein Promotionsstudium absolvierte.
Dem Angelicum angegliedert ist das Collegio Alberoni in Piacenza.

## Organisation
Die akademische Gemeinschaft am Angelicum besteht aus 150 Lehrern (aus 30 verschiedenen Ländern) und 1.400 Studenten (aus 98 verschiedenen Ländern). Die Päpstliche Universität Heiliger Thomas von Aquin hat vier Fakultäten:
- die theologische Fakultät
- die kirchenrechtliche Fakultät
- die philosophische Fakultät und
- die sozialwissenschaftliche Fakultät.

### Rektoren
- Edward Kaczyński OP, 1993 bis 2002
- Joseph Agius OP, … bis 2009
- Charles Morerod OP, 2009 bis 2012
- Miroslav Konštanc Adam OP, 2012 bis 2017[8]
- Michał Paluch OP, 2017 bis 2021
- Thomas Joseph White OP, seit 2021[9]

## Bekannte Alumni
- Daniel Acharuparambil OCD (1939–2009), Erzbischof von Verapoly, Rektor der Päpstlichen Universität Urbaniana von 1988–1994
- Aloysius Ambrozic (1930–2011), em. Erzbischof von Toronto
- Lorenzo Antonetti (1922–2013), em. Kurienkardinal
- Antonio Arregui (* 1939), Erzbischof von Guayaquil, Präsident der ecuadorianischen Bischofskonferenz (CEE)
- Carlos Azpiroz Costa (* 1956), früherer Generaloberer des Dominikaner-Ordens, Erzbischof von Bahía Blanca
- William Wakefield Baum (1926–2015), em. Kurienkardinal, ehem. Erzbischof von Washington
- Alberto Bovone (1922–1998), Kurienkardinal
- Nicola Canali (1874–1961), Kurienkardinal
- Thomas Cooray (1901–1988), Erzbischof von Colombo
- Willem Jacobus Eijk (* 1953), Erzbischof von Utrecht
- John Patrick Foley (1935–2011), Kurienkardinal
- Bruno Bernhard Heim (1911–2003), Apostolischer Nuntius
- Julián Herranz (* 1930), em. Kurienkardinal
- James Aloysius Hickey (1920–2004), Erzbischof von Washington
- Martin Grabmann (1875–1949), Dogmatiker, Theologe und Philosoph
- Johannes Paul II. (1920–2005), Papst
- Noël A. Kinsella, Sprecher, Senat (Kanada)[10]
- Leo XIV. (* 1955), Papst[11]
- Nicolás de Jesús López Rodríguez (* 1936), Erzbischof von Santo Domingo
- Alfonso López Trujillo (1935–2008), Erzbischof von Medellin, Kurienkardinal
- Pierre Mamie (1920–2008), Bischof von Lausanne, Genf und Freiburg
- Jorge María Mejía (1923–2014), em. Kurienkardinal
- Mikaël Antoine Mouradian (* 1961), armenisch-katholischer Bischof in New York
- Kenneth Nowakowski (* 1958), kanadischer Bischof der Ukrainischen Griechisch-Katholischen Kirche von London
- Edwin Frederick O’Brien (* 1939), Erzbischof von Baltimore
- Silvio Angelo Pio Oddi (1910–2001), vatikanischer Diplomat
- Marc Ouellet PSS (* 1944), Erzbischof von Quebec
- Servais-Théodore Pinckaers OP (1925–2008), Moraltheologe
- Dominique Pire OP (1910–1969), Friedensnobelpreis (1958)
- Paulos Faraj Rahho (1942–2008), Erzbischof der chaldäisch-katholischen Kirche
- Maurice Roy (1905–1985), Erzbischof von Québec
- José Ángel Rovai (1936–2024), Bischof von Villa María
- José Saraiva Martins CMF (* 1932), em. Kurienkardinal
- Swjatoslaw Schewtschuk (* 1970), Großerzbischof von Kiew-Halytsch
- Joseph Michael Schmondiuk (1912–1978), ukrainisch-katholischer Erzbischof von Philadelphia
- Olindo Natale Spagnolo Martellozzo MCCJ (1925–2008), Weihbischof in Guayaquil, Ecuador
- Louis-Albert Vachon (1912–2006), Erzbischof von Québec
- Varkey Vithayathil CSsR (1927–2011), Großerzbischof von Ernakulam-Angamaly
- Gilles Wach (* 1956), Gründer und Generalprior des Instituts Christus König und Hohepriester
- Johannes Willebrands (1909–2006), Erzbischof von Utrecht, Kurienkardinal
- Donald Wuerl (* 1940), Erzbischof von Washington
- Kidane Yebio, eritreischer Bischof von Keren
- Maurice Zundel (1897–1975), Schweizer Geistlicher, Theologe und Philosoph